# Black Panther Ranger
Die Black Panther Ranger waren eine südvietnamesische Eliteeinheit, die während des Vietnamkrieges aufgestellt wurde und an zahlreichen Operationen und Gefechten beteiligt war. Sie waren der 1. Division der Armee der Republik Vietnam (ARVN) untergeordnet, welche durch ihre „Hoc-Bao“-Black-Panther-Kompanie berühmt wurde.

## Aufgaben und Ausbildung
Trainiert waren sie für den Guerillakrieg, Dschungel- und Häuserkampf und waren wegen ihrer Aggressivität vom Vietcong sehr gefürchtet, welcher die Auseinandersetzung mit dieser Eliteeinheit mied. Militärisch zeichneten sich die Black Panther Ranger insbesondere bei der Invasion auf Kambodscha und der Osteroffensive aus.
Viele Offiziere der Black Panther wurden in der US Army Ranger School in Fort Benning (Georgia) ausgebildet und kämpften oft zusammen mit lokalen CIDG-Kräften oder US Army Special Forces.

## Untergliederung
Eingeteilt waren die Black Panther Ranger in 54 Ranger-Bataillone, die 81. Rangergruppe und die Border-Ranger, die speziell an der Grenze zu Laos und Kambodscha im Einsatz waren.

## Einsatzgeschichte
Die Black Panther Ranger waren in der Zeit von 1960 bis 1975 im Einsatz und zeichneten sich in der Ersten Schlacht um Saigon, der Schlacht um Huế sowie in den Operationen Dong Xoai, Binh Gia und Lam Son 719 durch besondere Tapferkeit aus.
1975 wurden fast alle Rangereinheiten gezielt vernichtet. Konnte man ihre Offiziere gefangen nehmen, so erfuhren sie in den „Umerziehungslagern“ eine „gesonderte“ Behandlung, meist Folter und Exekution.
Es wird berichtet, dass nicht alle Black-Panther-Einheiten nach der Kapitulation die Waffen niederlegten und in unzugänglichen Gegenden eine Zeit lang weiter kämpften.